# 第二分舰队 (德意志帝国)
第二分舰队（德語：II. Geschwader）从第一次世界大战开始前一直到一战后期德意志帝国海军公海舰队的一个作战单位。在整个一战期间，该舰队参加了各种行动，特别是1916年5月31日至6月1日的日德兰海战。在这场战斗中，该舰队组成了德军后方战列线。

## 组成
第二分舰队由第三和第四分队组成。该分舰队最初由八艘德意志级和不伦瑞克级战列舰组成。“德意志”号战列舰1907年2月16日成为公海舰队的旗舰，虽然也被分配到第二分舰队，但其实并不归分舰队指挥。
第二分舰队通常驻扎在德国舰队的两个主要基地。第一个在北海，位于翡翠湾西侧的威廉港。赫尔戈兰岛为德意志湾提供了坚实的前沿阵地。第二个主要海军设施位于基尔，它是波罗的海最重要的基地。位于波罗的海东部的皮劳和但泽设有前沿基地。通过石勒苏益格-荷尔斯泰因州的威廉皇帝运河连接了波罗的海和北海，使德国海军能够在两个海域之间快速调动海军力量。

## 指挥官
海军少将莱因哈德·舍尔于1913年1月至1914年12月26日期间担任该分舰队指挥官，当时他与曾指挥过第三分舰队的费利克斯·芬克海军少将交换指挥权。1915年8月原第四分队指挥官弗朗茨·毛弗接替丰克。他一直担任该职位直至1916年11月，随后晋升为海军中将并改任第四分舰队指挥官。此后第二分舰队指挥官由海军中将休伯特·冯·雷博尔-帕施维茨接任，他也是该舰队的最后一任指挥官。

## 历史

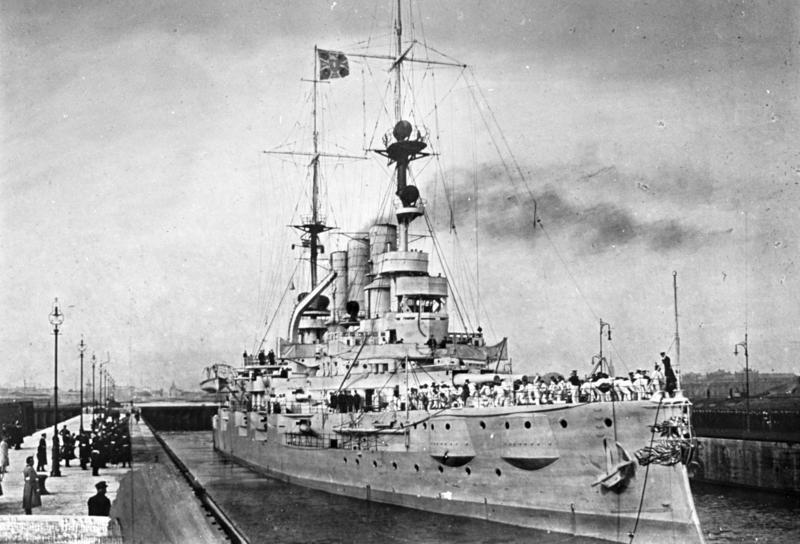
“德意志”号战列舰，弗朗茨·毛弗在日德兰海战中的旗舰

作为与英国皇家海军竞争的海军扩张计划的一部分，德国海军上将阿尔弗雷德·冯·提尔皮茨在其1898年推行的《海军法》中计划需要建立由8艘战列舰组成的第二分舰队。直到1907年，新完工的战列舰数量才足以让这支新的分舰队充分发挥作用。
第二分舰队的舰艇参加了一战前三年的所有主要舰队行动。其中包括为第一侦察集群的战列巡洋舰提供支援任务，而轰炸英国海岸以引诱部分英国大舰队出动。例如1914年12月对斯卡布罗、哈特尔浦和惠特比的袭击以及1916年4月对雅茅斯和洛斯托夫特的袭击。在1916年5月的日德兰海战中，该舰队舰只组成了德军的后方战列线。除了与英国战列巡洋舰分舰队发生短暂的小规模冲突之外，这些舰只在白天的行动中很少参加战斗。彼时，该分舰队只有六艘舰艇，因为“普鲁士”号已临时转调到波罗的海执行警卫任务，而“洛林”号的舰体状况非常糟糕，以至于舍尔只能将该舰从分舰队作战序列中移除。在与英国驱逐舰舰队的夜间战斗中，战列舰“波美拉尼亚”号被鱼雷击沉，全体船员丧生。
“波美拉尼亚”号的沉没凸显了德国海军前无畏舰在防御水下攻击方面的薄弱。此后，当公海舰队出动时，第二分舰队仍留在港口。1917年8月15日，第二分舰队被解散，舰队中的舰只退役后被用作辅助角色或被重新用作为警卫舰。

## 脚注

### 引文
1. ↑  吕文超, 赵森 & 夏树忱 (1981)，第429頁.
2. 1 2  Herwig (1980)，第45頁.
3. ↑  Staff (2010)，第8頁.
4. ↑  刘杨 (2021)，第84頁.
5. ↑  Halpern (1995)，第10頁.
6. ↑  Halpern (1995)，第182頁.
7. ↑  Halpern (1995)，第179頁.
8. ↑  Scheer (1920)，第13, 74頁.
9. ↑  王昭仁, 宋钟璜 & 韩文殿 1985，第1475頁.
10. ↑  Hildebrand, Röhr & Steinmetz (1993a)，第243頁.
11. ↑  Hildebrand, Röhr & Steinmetz (1993b)，第228頁.
12. ↑  Herwig (1980)，第36頁.
13. 1 2  Tarrant (1995)，第31–33, 53頁.
14. ↑  Tarrant (1995)，第152–180, 195頁.
15. ↑  Scheer (1920)，第140頁.
16. ↑  Staff (2010)，第12–13頁.
17. ↑  Halpern (1995)，第330頁.
18. ↑  刘杨 (2021)，第180頁.
19. ↑  Staff (2010)，第10, 12, 15頁.
20. ↑  Gröner (1990)，第20頁.